# Dean Lorey
Dean Lorey, född 17 november 1967 i Conyers i Georgia, är en amerikansk manusförfattare och TV-producent. Hans arbete omfattar filmer som Mayor Payne, tv-program som My Wife and Kids och Arrested Development, och senast en barnbok - den första i en serie - med titeln Nightmare Academy.

## Biografi
Lorey växte upp i Conyers innan han började på New York University film school, där han skrev text till bokomslag för Simon and Schuster och Bantam Books. Lorey skrev även reklamfilmer för MTV och Nickelodeon. 1990 flyttade till Kalifornien och skrev manus till filmen My Boyfriend's Back, i samarbete med Adam Marcus och Sean S. Cunningham. Cunningham bad honom skriva färdigt filmmanuset till Jason Goes to Hell: The Final Friday. Där hade han också en biroll.
Därefter fortsatte han skriva filmmanus för filmer samtidigt som han fortsatte med att skriva, regissera och producera för tv.
Hans första roman Nightmare Academy: Monster Hunter utkom den 21 augusti 2007. Universal har köpt filmrättigheter till boken och producenter blev Stephen Sommers och Bob Ducsay, som har jobbat med filmer som Mumien.

## Filmografi (i urval)
- 1993 – Jason Goes to Hell: The Final Friday
- 1995 – Major Payne
- 2001 – Jason X
- 2006, 2013 – Arrested Development
- 2018 – iZombie (TV-serie)
- 2019–2020 – Harley Quinn (TV-serie)
- 2021 – Big Shot (TV-serie)